# Élections législatives de 1962 dans le Puy-de-Dôme
Les élections législatives françaises de 1962 se déroulent les 18 et 25 novembre 1962. Dans le département du Puy-de-Dôme, cinq députés sont à élire dans le cadre de cinq circonscriptions.

## Élus
| Circonscription | Député sortant                                 | Parti | Parti | Député élu ou réélu      | Parti | Parti |
| --------------- | ---------------------------------------------- | ----- | ----- | ------------------------ | ----- | ----- |
| 1re             | Marcel Clermontel                              |       | UNR   | Ambroise Brugière        |       | SFIO  |
| 2e              | Guy Fric suppléant de Valéry Giscard d'Estaing |       | UNR   | Valéry Giscard d'Estaing |       | RI    |
| 3e              | Paul Godonnèche                                |       | CNIP  | Joseph Planeix           |       | SFIO  |
| 4e              | Raymond Joyon                                  |       | CNIP  | Fernand Sauzedde         |       | SFIO  |
| 5e              | Joseph Dixmier                                 |       | CNIP  | Eugène Fourvel           |       | PCF   |

## Résultats

### Résultats à l'échelle du département
| Parti          | Parti                                          | Premier tour | Premier tour | Second tour | Second tour | Sièges |
| Parti          | Parti                                          | Voix         | %            | Voix        | %           | Sièges |
| -------------- | ---------------------------------------------- | ------------ | ------------ | ----------- | ----------- | ------ |
|                | Républicains indépendants                      | 28 308       | 14,81        | Retrait     | Retrait     | 1      |
|                | Union pour la nouvelle République (UDT)        | 20 377       | 10,66        | 33 779      | 20,22       | 0      |
|                | Modérés                                        | 786          | 0,41         |             |             | 0      |
|                | Majorité présidentielle                        | 49 471       | 25,88        | 33 779      | 20,22       | 1      |
|                |                                                |              |              |             |             |        |
|                | Centre national des indépendants et paysans    | 33 221       | 17,38        | 45 579      | 27,29       | 0      |
|                | Mouvement républicain populaire                | 7 160        | 3,75         | Retrait     | Retrait     | 0      |
|                | Centre démocratique                            | 40 381       | 21,13        | 45 579      | 27,29       | 0      |
|                |                                                |              |              |             |             |        |
|                | Section française de l'Internationale ouvrière | 51 815       | 27,11        | 70 492      | 42,21       | 3      |
|                | Parti communiste français                      | 34 098       | 17,84        | 17 168      | 10,28       | 1      |
|                | Parti radical                                  | 11 211       | 5,87         | Retrait     | Retrait     | 0      |
|                | Parti socialiste unifié                        | 4 145        | 2,17         |             |             | 0      |
|                |                                                |              |              |             |             |        |
| Inscrits       | Inscrits                                       | 313 093      | 100,00       | 248 175     | 100,00      | 5      |
| Abstentions    | Abstentions                                    | 115 686      | 36,95        | 76 662      | 30,89       |        |
| Votants        | Votants                                        | 197 407      | 63,05        | 171 513     | 69,11       |        |
| Blancs et nuls | Blancs et nuls                                 | 6 286        | 3,18         | 4 495       | 2,62        |        |
| Exprimés       | Exprimés                                       | 191 121      | 96,82        | 167 018     | 97,38       |        |

### Résultats par circonscription

#### Première circonscription (Clermont-Ferrand Plaine)
| Candidat       | Candidat                  | Parti          | Premier tour | Premier tour | Second tour | Second tour |  |
| Candidat       | Candidat                  | Parti          | Voix         | %            | Voix        | %           |  |
| -------------- | ------------------------- | -------------- | ------------ | ------------ | ----------- | ----------- |  |
|                | Marcel Clermontel sortant | UNR-UDT        | 15 632       | 35,08        | 18 844      | 39,59       |  |
|                | Ambroise Brugière élu     | SFIO           | 13 513       | 30,32        | 28 754      | 60,41       |  |
|                | Pierre Besset             | PCF            | 10 356       | 23,24        | Retrait     | Retrait     |  |
|                | Gaston Pradelle           | MRP            | 3 221        | 7,23         | Retrait     | Retrait     |  |
|                | Georges Servent           | PSU            | 1 841        | 4,13         |             |             |  |
|                |                           |                |              |              |             |             |  |
| Inscrits       | Inscrits                  | Inscrits       | 68 230       | 100,00       | 68 228      | 100,00      |  |
| Abstentions    | Abstentions               | Abstentions    | 22 673       | 33,23        | 19 508      | 28,59       |  |
| Votants        | Votants                   | Votants        | 45 557       | 66,77        | 48 720      | 71,41       |  |
| Blancs et nuls | Blancs et nuls            | Blancs et nuls | 994          | 2,18         | 1 122       | 2,3         |  |
| Exprimés       | Exprimés                  | Exprimés       | 44 563       | 97,82        | 47 598      | 97,7        |  |

#### Deuxième circonscription (Clermont-Ferrand Montagne)
|                | Valéry Giscard d'Estaing sortant réélu | RI             | 24 404 | 57,6   |  |  |  |
|                | Charles Rauzier                        | SFIO           | 8 961  | 21,15  |  |  |  |
|                | Pierre Bot                             | PCF            | 6 296  | 14,86  |  |  |  |
|                | Gabriel Usclade                        | CNIP           | 2 710  | 6,4    |  |  |  |
|                |                                        |                |        |        |  |  |  |
| Inscrits       | Inscrits                               | Inscrits       | 62 984 | 100,00 |  |  |  |
| Abstentions    | Abstentions                            | Abstentions    | 19 834 | 31,49  |  |  |  |
| Votants        | Votants                                | Votants        | 43 150 | 68,51  |  |  |  |
| Blancs et nuls | Blancs et nuls                         | Blancs et nuls | 779    | 1,81   |  |  |  |
| Exprimés       | Exprimés                               | Exprimés       | 42 371 | 98,19  |  |  |  |

#### Troisième circonscription (Issoire)
| Candidat       | Candidat                | Parti          | Premier tour | Premier tour | Second tour | Second tour |  |
| Candidat       | Candidat                | Parti          | Voix         | %            | Voix        | %           |  |
| -------------- | ----------------------- | -------------- | ------------ | ------------ | ----------- | ----------- |  |
|                | Paul Godonnèche sortant | CNIP           | 9 074        | 31,63        | 14 402      | 44,43       |  |
|                | Joseph Planeix élu      | SFIO           | 8 036        | 28,01        | 18 010      | 55,57       |  |
|                | Alfred Pipet            | Radsoc         | 6 107        | 21,29        | Retrait     | Retrait     |  |
|                | Edmond Fabre            | PCF            | 4 110        | 14,33        | Retrait     | Retrait     |  |
|                | Raymond Guillaneuf      | PSU            | 1 359        | 4,74         |             |             |  |
|                |                         |                |              |              |             |             |  |
| Inscrits       | Inscrits                | Inscrits       | 49 120       | 100,00       | 49 213      | 100,00      |  |
| Abstentions    | Abstentions             | Abstentions    | 19 187       | 39,06        | 15 799      | 32,1        |  |
| Votants        | Votants                 | Votants        | 29 933       | 60,94        | 33 414      | 67,9        |  |
| Blancs et nuls | Blancs et nuls          | Blancs et nuls | 1 247        | 4,17         | 1 002       | 3           |  |
| Exprimés       | Exprimés                | Exprimés       | 28 686       | 95,83        | 32 412      | 97          |  |

#### Quatrième circonscription (Thiers - Ambert)
| Candidat       | Candidat              | Parti          | Premier tour | Premier tour | Second tour | Second tour |  |
| Candidat       | Candidat              | Parti          | Voix         | %            | Voix        | %           |  |
| -------------- | --------------------- | -------------- | ------------ | ------------ | ----------- | ----------- |  |
|                | Raymond Joyon sortant | CNIP           | 15 628       | 42,73        | 19 166      | 44,68       |  |
|                | Fernand Sauzedde élu  | SFIO           | 15 059       | 41,18        | 23 728      | 55,32       |  |
|                | Jean Chaduc           | PCF            | 5 883        | 16,09        | Retrait     | Retrait     |  |
|                |                       |                |              |              |             |             |  |
| Inscrits       | Inscrits              | Inscrits       | 67 953       | 100,00       | 64 949      | 100,00      |  |
| Abstentions    | Abstentions           | Abstentions    | 29 160       | 42,91        | 20 810      | 32,04       |  |
| Votants        | Votants               | Votants        | 38 793       | 57,09        | 44 139      | 67,96       |  |
| Blancs et nuls | Blancs et nuls        | Blancs et nuls | 2 223        | 5,73         | 1 245       | 2,82        |  |
| Exprimés       | Exprimés              | Exprimés       | 36 570       | 94,27        | 42 894      | 97,18       |  |

#### Cinquième circonscription (Riom)
| Candidat       | Candidat               | Parti          | Premier tour | Premier tour | Second tour | Second tour |  |
| Candidat       | Candidat               | Parti          | Voix         | %            | Voix        | %           |  |
| -------------- | ---------------------- | -------------- | ------------ | ------------ | ----------- | ----------- |  |
|                | Eugène Fourvel élu     | PCF            | 7 453        | 19,14        | 17 168      | 38,92       |  |
|                | Pierre Roussel         | SFIO           | 6 246        | 16,04        | Retrait     | Retrait     |  |
|                | Joseph Dixmier sortant | CNIP           | 5 809        | 14,92        | 12 011      | 27,23       |  |
|                | André Michel           | Radsoc         | 5 104        | 13,11        | Retrait     | Retrait     |  |
|                | Paul Amadieu           | UNR-UDT        | 4 745        | 12,19        | 14 935      | 33,86       |  |
|                | Pierre Baraduc         | MRP            | 3 939        | 10,12        | Retrait     | Retrait     |  |
|                | Maurice Bouletreau     | RI             | 3 904        | 10,03        | Retrait     | Retrait     |  |
|                | René Bouscayrol        | PSU            | 945          | 2,43         |             |             |  |
|                | Raymond Morel          | Modérés        | 786          | 2,02         |             |             |  |
|                |                        |                |              |              |             |             |  |
| Inscrits       | Inscrits               | Inscrits       | 64 806       | 100,00       | 65 785      | 100,00      |  |
| Abstentions    | Abstentions            | Abstentions    | 24 832       | 38,32        | 20 545      | 31,23       |  |
| Votants        | Votants                | Votants        | 39 974       | 61,68        | 45 240      | 68,77       |  |
| Blancs et nuls | Blancs et nuls         | Blancs et nuls | 1 043        | 2,61         | 1 126       | 2,49        |  |
| Exprimés       | Exprimés               | Exprimés       | 38 931       | 97,39        | 44 114      | 97,51       |  |